# Benjamin Mühlemann

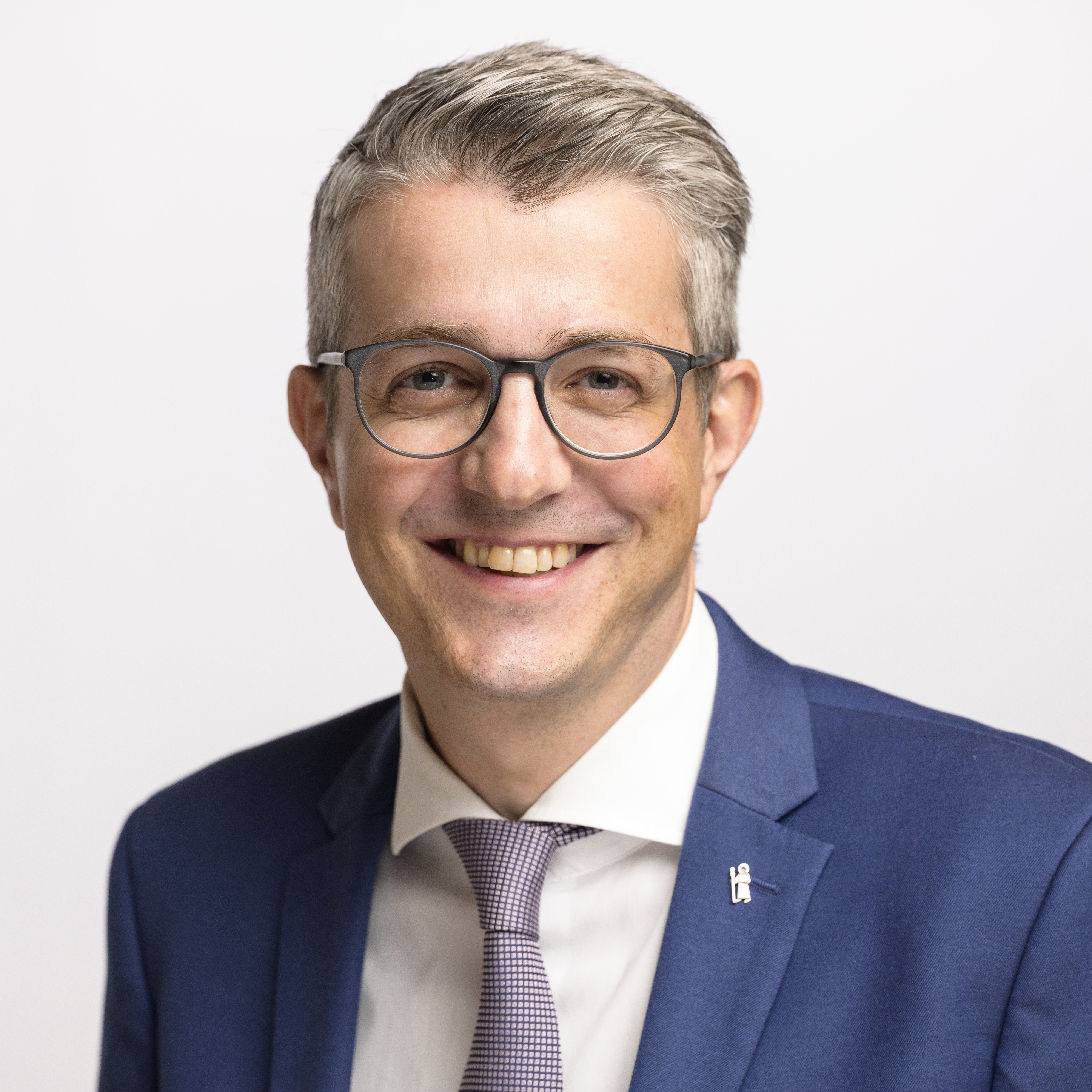
Benjamin Mühlemann, 2023

Benjamin Mühlemann (* 1. Februar 1979 in Glarus; heimatberechtigt in Mollis und Seeberg) ist ein Schweizer Politiker (FDP).

## Werdegang
Nach dem Besuch der Primarschule in Mollis und der Kantonsschule Glarus schloss Benjamin Mühlemann 1998 die Matura ab, studierte an der Zürcher Hochschule für Angewandte Wissenschaften in Winterthur Journalismus und Kommunikation (Abschluss als eidg. dipl. Kommunikator FH). Berufserfahrung sammelte er als Redaktor der Tageszeitung Südostschweiz in Glarus, als Projektleiter Kommunikation bei der Axpo Holding AG in Zürich sowie als Leiter Kommunikation und Mitglied der Geschäftsleitung beim Schweizerisch-Liechtensteinischen Gebäudetechnikverband suissetec in Zürich.
Mühlemann ist unter anderem Mitglied des Verwaltungsrats der Glarner Kantonalbank.
Er ist verheiratet, hat eine Tochter und einen Sohn und wohnt in Mollis.

## Politische Tätigkeit
Am 30. Mai 2010 wurde Mühlemann in den Glarner Landrat (Kantonsparlament) gewählt, dem er bis 2014 angehörte.
Bei den Gesamterneuerungswahlen vom 7. Februar 2014 wurde er in den Regierungsrat gewählt. Zunächst stand er sieben Jahre lang dem Departement Bildung und Kultur vor. 2021 erfolgte der Wechsel in das Departement Finanzen und Gesundheit. An der Landsgemeinde 2022 folgte die Wahl als Landammann (Regierungspräsident). Nach seiner Wahl in den Ständerat führte er das Amt des Landammans und Ständerat für fünf Monate im Doppelmandat aus und schied aufgrund der Unvereinbarkeit beider Ämter an der Landsgemeinde 2024 aus dem Regierungsrat.
In den Ständeratswahlen 2023 wurde Mühlemann in den Ständerat gewählt. Er trat damit die Nachfolge seines Parteikollegen Thomas Hefti an, der aufgrund der Altersbegrenzung im Kanton Glarus auf Ende der Legislaturperiode nicht mehr antreten durfte. Mühlemann gehört der Finanzkommission und der Kommission für Wissenschaft, Bildung und Kultur des Ständerats sowie der Finanzdelegation der Eidgenössischen Räte an. Zudem ist er Mitglied der Delegation für die Beziehungen zum Landtag des Fürstentums Liechtenstein.